# Parkhotel Valkenburg
A Parkhotel Valkenburg (Código UCI: PHV) é uma equipa ciclista feminina dos Países Baixos de categoria UCI Women's Team, máxima categoria feminina do ciclismo de estrada a nível mundial.

## Material ciclista
A equipa utiliza bicicletas Carrera e componentes

## Classificações UCI
As classificações da equipa e da sua ciclista mais destacado são as seguintes:
| Temporada | Classificação por equipas | Melhor corredor | Posição |
| 2016      | 20º                       | Jip Van Den Bos | 92º     |
| 2017      | 20º                       | Eva Buurman     | 67º     |

## Palmarés
Para anos anteriores veja-se: Palmarés da Parkhotel Valkenburg.

### Palmarés de 2019

#### UCI World Tour de 2019
| Datas         | Carreiras                              | Ganhadora     |
| 9 de maio     | 1.ª etapa do Tour da Ilha de Chongming | Lorena Wiebes |
| 10 de maio    | 2.ª etapa do Tour da Ilha de Chongming | Lorena Wiebes |
| 11 de maio    | 3.ª etapa do Tour da Ilha de Chongming | Lorena Wiebes |
| 11 de maio    | Tour da Ilha de Chongming              | Lorena Wiebes |
| 3 de agosto   | RideLondon Classique                   | Lorena Wiebes |
| 22 de agosto  | 1.ª etapa do Ladies Tour of Norway     | Lorena Wiebes |
| 4 de setembro | 1.ª etapa do Boels Ladies Tour         | Lorena Wiebes |
| 5 de setembro | 2.ª etapa do Boels Ladies Tour         | Lorena Wiebes |

#### Calendário UCI Feminino de 2019
| Datas        | Carreiras                             | Ganhadora      |
| 20 de março  | Nokere Koerse                         | Lorena Wiebes  |
| 17 de abril  | Flecha Brabanzona                     | Sofie De Vuyst |
| 27 de abril  | Omloop van Borsele                    | Lorena Wiebes  |
| 3 de maio    | 1.ª etapa do Tour de Yorkshire        | Lorena Wiebes  |
| 10 de maio   | Prologo do Festival Elsy Jacobs (CRI) | Demi Vollering |
| 16 de junho  | Diamond Tour                          | Lorena Wiebes  |
| 21 de julho  | 3.ª etapa do BeNe Ladies Tour         | Lorena Wiebes  |
| 5 de outubro | Giro de Emilia                        | Demi Vollering |

#### Campeonatos nacionais
| Datas       | Carreiras                               | Ganhadora     |
| 29 de junho | Campeonato dos Países Baixos em Estrada | Lorena Wiebes |

#### Jogos Europeus
| Datas       | Carreiras                 | Ganhadora     |
| 22 de junho | Jogos Europeus em Estrada | Lorena Wiebes |

## Plantel
Para anos anteriores, veja-se Elencos da Parkhotel Valkenburg

### Elenco de 2019
| Integrantes da equipe 2019 | Integrantes da equipe 2019 | Integrantes da equipe 2019        | Integrantes da equipe 2019 |
| Ciclista                   | Data de nascimento         | Equipe anterior                   |                            |
| -------------------------- | -------------------------- | --------------------------------- | -------------------------- |
| Loes Adegeest              | 7 agosto 1996              | NWVG (2018)                       |                            |
| Nina Buysman               | 16 novembro 1997           |                                   |                            |
| Belle De Gast              | 4 fevereiro 1991           | WV Breda Ladies (2017)            |                            |
| Sofie De Vuyst             | 2 abril 1987               | Doltcini-Van Eyck Sport (2018)    |                            |
| Ann-Sophie Duyck           | 23 julho 1987              | Cervélo Bigla (2018)              |                            |
| Roxane Knetemann           | 1 abril 1987               | Alé Cipollini (2018)              |                            |
| Femke Markus               | 17 novembro 1996           | NWVG (2018)                       |                            |
| Marit Raaijmakers          | 2 junho 1999               |                                   |                            |
| Sylvie Swinkels            | 31 julho 2000              |                                   |                            |
| Meike Uiterwijk Winkel     | 4 dezembro 1999            |                                   |                            |
| Janine van der Meer        | 17 fevereiro 1994          | Health Mate-Cyclelive Team (2018) |                            |
| Esther van Veen            | 27 setembro 1990           | Swaboladies.nl (2016)             |                            |
| Demi Vollering             | 15 novembro 1996           | Swaboladies.nl (2018)             |                            |
| Lorena Wiebes              | 17 março 1999              | Swaboladies.nl (2017)             |                            |
|                            |                            |                                   |                            |
| Fonte: UCI                 |                            |                                   |                            |